# Pontien Gaciyubwenge
Pontien Gaciyubwenge est un homme politique et major-général du Burundi né en 1956 à Mwaro. 
Il est ministre de la Défense nationale et des anciens combattants à partir du 30 août 2010 jusqu'au 18 mai 2015.

## Biographie
Né en 1956 à Mwaro, Pontien Gaciyubwenge est issu de l'ethnie des Tutsis. Il fait sa formation militaire à l'Institut supérieur des cadres militaires de Bujumbura de 1977 à 1982, ainsi qu'aux États-Unis.
Il occupe différents postes dans l'armée tout au long de sa carrière (commandant de bataillon, commandant de groupement, commandant de région militaire, général de brigade). Il occupe ensuite le poste de « directeur général de la planification et des études » au ministère de la Défense, avant de devenir lui-même ministre de la Défense nationale et des anciens combattants sous la présidence de Pierre Nkurunziza le 30 août 2010. Durant la même année, il fut également promu au grade de major-général.
Il est limogé le 18 mai et remplacé par Emmanuel Ntahomvukiye, un civil. Godefroid Niyombare explique en mai 2017 que Pontien Gaciyubwenge devait assurer la coordination des troupes durant le putsch, mais que les communications avec lui ont été rapidement coupées. Il soupçonne le ministre d'avoir été prévenir le président Pierre Nkurunziza de ce qu'il se passait, et considère son attitude comme « une véritable trahison ».
Il est marié et père de 4 enfants.